# Guadassuar
Guadassuar è un comune spagnolo di 5 414 abitanti situato nella comunità autonoma Valenciana.